# Geolokátor (ornitologie)

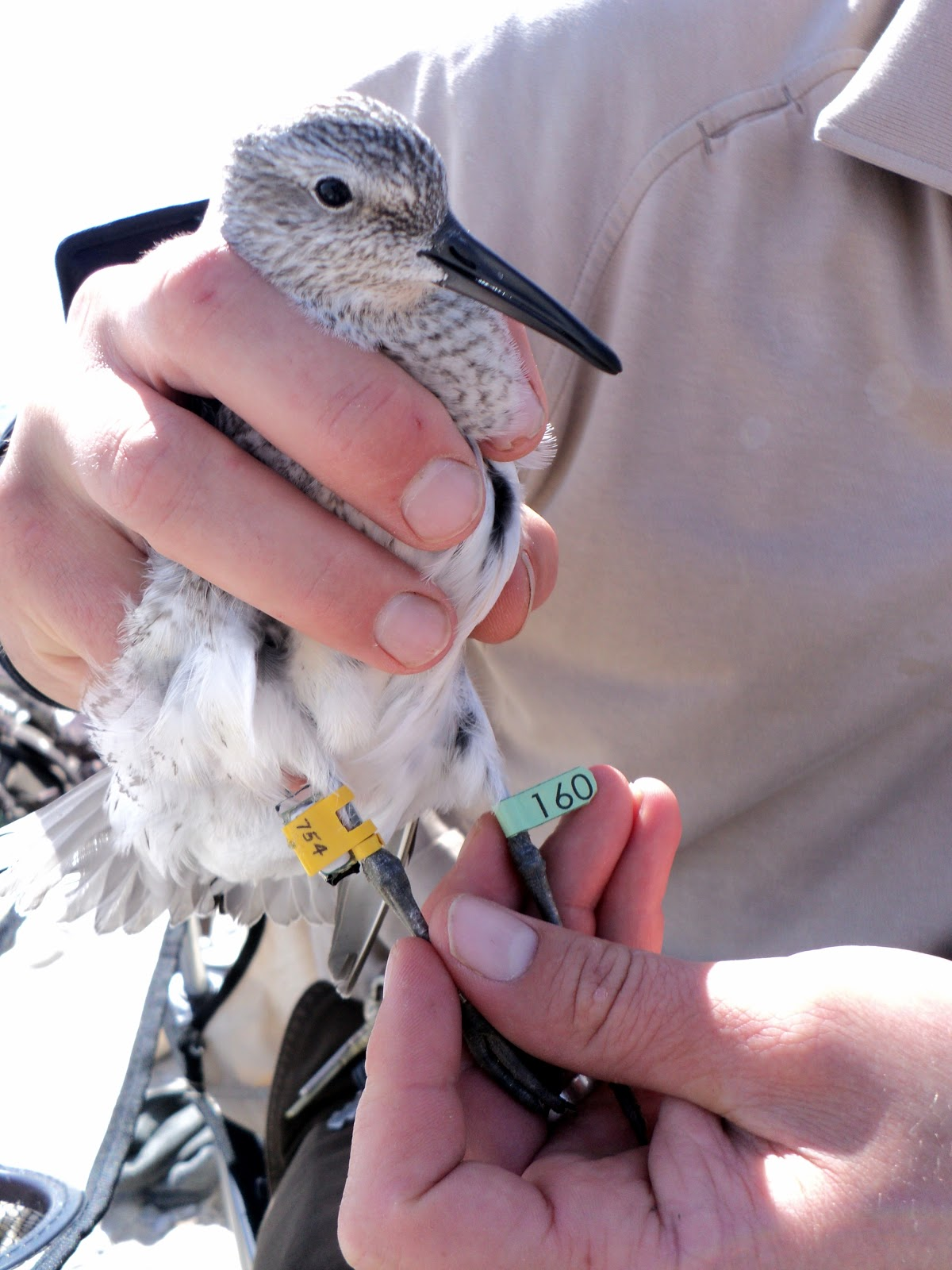
Jespák rezavý s připevněným geolokátorem

Geolokátor (anglicky mj. Global Location Sensor, odtud zkratka GLS) je lehké miniaturní elektronické zařízení určené pro sledování pohybu zvířat, zejména migrace ptáků. Geolokátor v předepsaných intervalech zaznamenává intenzitu světla a údaje ukládá do lokální paměti, díky čemuž se po stáhnutí dat dají odvodit zeměpisné souřadnice. Vedle světelné intenzity může geolokátor zaznamenávat i další údaje jako je teplota, vlhkost nebo atmosférický tlak.

## Princip fungování
Geolokátor je složen z optického sensoru, paměti, kontrolní desky, hodin a baterie. Přístroj je možné dovybait i dalšími zařízeními jako je elektronický teploměr, čidlo pro měření vlhkosti a atmosférického tlaku či mini gyroskop sloužící pro záznam aktivity ptáků.
Světelný sensor měří maximální intenzitu osvětlení v předem nastavených časových intervalech. Data jsou ukládána do lokální paměti. Díky tomu, že se délka dne proměňuje se zeměpisnou šířkou a pravé poledne (tj. čas největší intezity osvětlení) se zeměpisnou délkou, je možné po stáhnutí dat odvodit přibližné zeměpisné souřadnice pohybu zařízení. Přesnost dat je závislá na řadě faktorů jako je způsob života či biotop druhu, na který bylo zařízení připevněno.
Nejčastěji se geolokátory používají u malých druhů ptáků, kterým se upevňují na nohy nebo na hřbet. Pro přesnější záznam intenzity světla se mohou světelné sensory připevnit na konce krátkých tyčinek, které budou vyčnívat nad vrstvou peří, nebo samotné tyčinky mohou být světlovodné a přivádět tak světlo k sensoru.

### Výhody

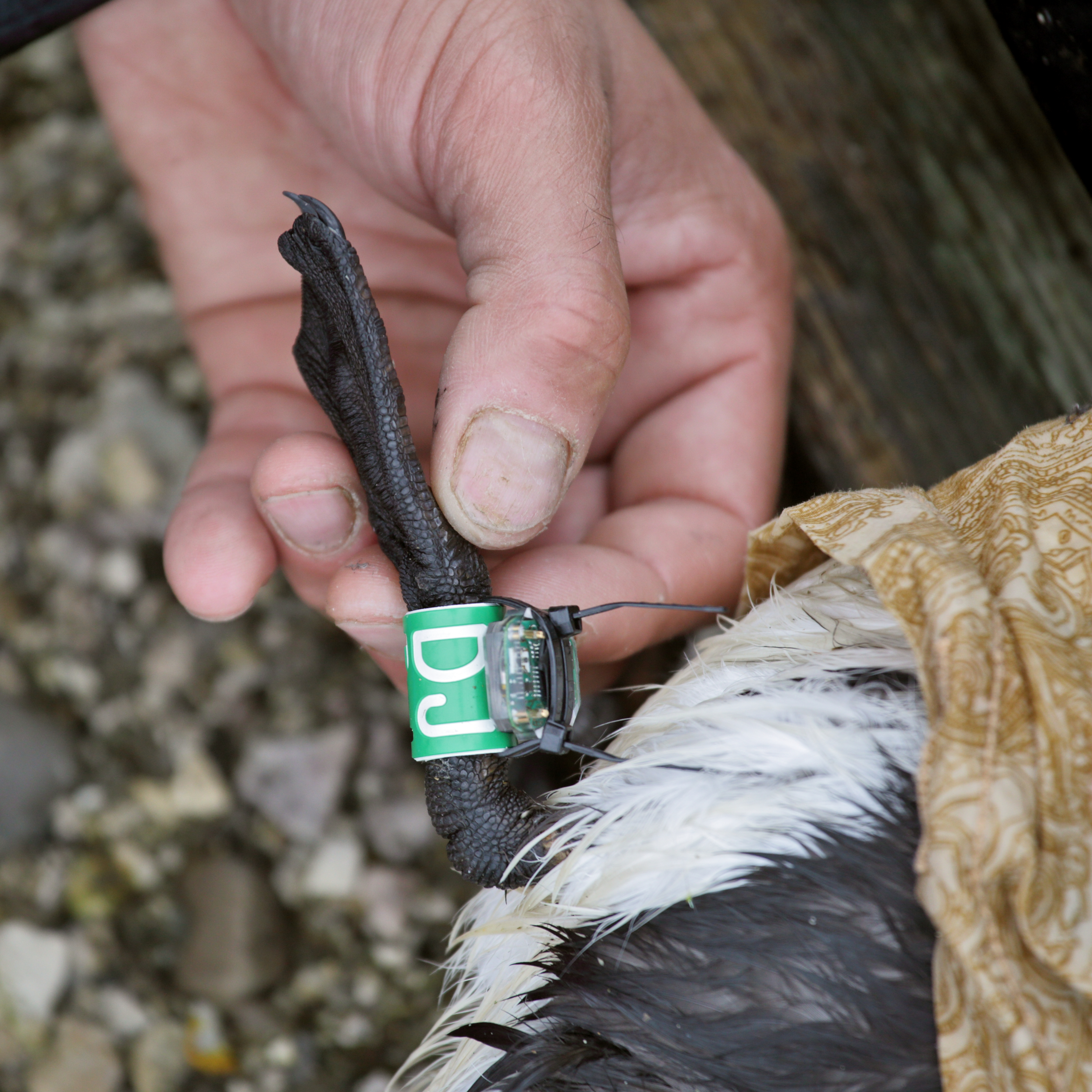
Geolokátor na noze alkouna tlustozobého (Nová země, Rusko)

Klíčová výhoda geolokátorů je jejich levná pořizovací cena a lehká váha, která může být i pod 1 g. Obecně totiž platí, že zařízení (kroužky, telemetrická zařízení apod.) umístěná na ptácích by neměla přesahovat 3 % jejich váhy, aby tak nedošlo ke změně jejich chování. Díky vynálezu ultralehkých geolokátorů tak bylo možné vysledovat migrační vzorce i tak malých ptáků jako jsou pěvci. Vzhledem k energetické nenáročnosti provozu i jednoduchosti zařízení mohou geolokátory fungovat extrémně dlouhou dobu (uvádí se až 8 let).
Zařízení přinesla řadu nových poznatků z oblasti ekologie ptačí migrace jako jsou data o tahu různých populací, pohlaví či věkových kategorií. Geolokátory je výhodné využít i druhů jako jsou albatrosi, kteří po narození odletí na moře i na celé roky, načež se vrátí do natálních kolonií (tam, kde se narodili), takže je poměrně snadné je znovu odchytit, geolokátory odejmout a data stáhnout.

### Nevýhody
Mezi hlavní nevýhody geolokátorů patří to, že tato zařízení ukládají data lokálně, a pro jejich stáhnutí je potřeba ptáky znovu odchytit. Další nevýhodou je poměrně velká odchylka odvozených souřadnic, která je ±150 km u zeměpisné šířky a ±200 km u zeměpisné délky. Zvláště u lesních druhů je měření intenzity osvětlení problematické z důvodů zhoršených světelných podmínek v lesních porostech. Odhady zeměpisných šířek bývají nepřesné hlavně kolem podzimní a jarní rovnodennosti, kdy je délka dne takřka stejná. Rovnodennosti přitom zrovna korespondují s časy jarních a podzimních migrací.